# Deh-e Māsīn
Deh-e Māsīn (persiska: ده ماسين, ده پاسین) är en ort i Iran.   Den ligger i provinsen Teheran, i den centrala delen av landet, 50 km sydost om huvudstaden Teheran. Deh-e Māsīn ligger 934 meter över havet och antalet invånare är 555.
Terrängen runt Deh-e Māsīn är platt. Runt Deh-e Māsīn är det tätbefolkat, med 297 invånare per kvadratkilometer. Närmaste större samhälle är Varamin, 3,6 km väster om Deh-e Māsīn. Trakten runt Deh-e Māsīn består till största delen av jordbruksmark.